# ラリー・フィンランド
ラリー・フィンランド（Rally Finland）は、フィンランドで開催される世界ラリー選手権 (WRC) のイベント。旧称1000湖ラリー (1000 Lakes Rally) 。毎年50万人が訪れる北欧最大のモータースポーツの祭典である。

## 特徴

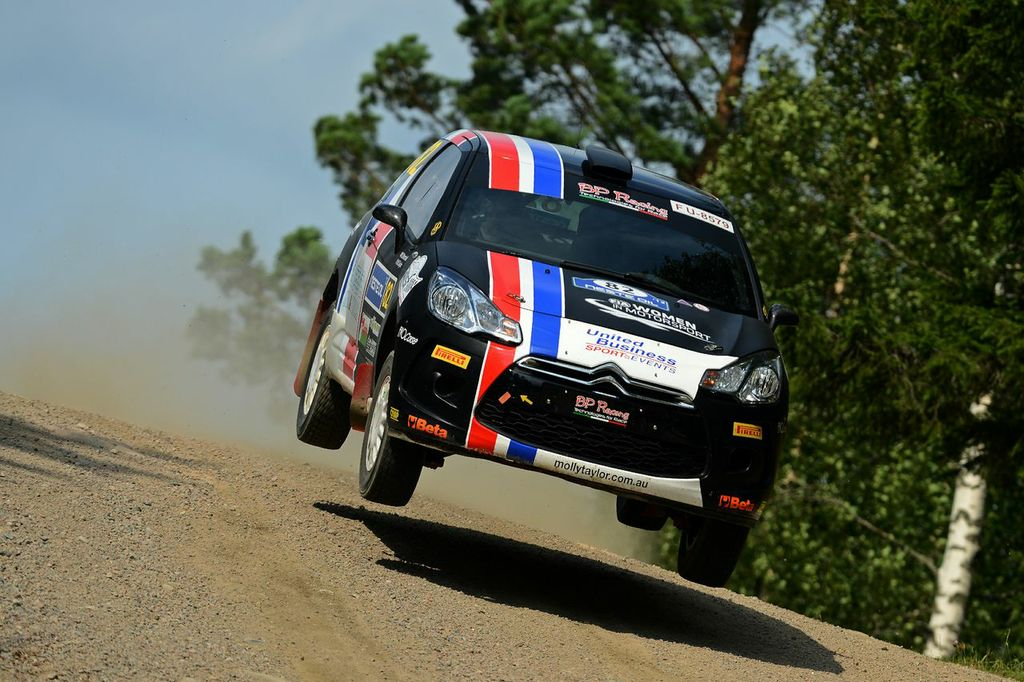
2012年 モリー・テイラー

1951年にラリー・モンテカルロの予選「ユヴァスキュラン・スールアヨット（ユバスキュラ・グランプリ）」としてスタートし、1959年には「1000 Lakes Rally（1000湖ラリー）」としてヨーロッパラリー選手権 (ERC) の1イベントとなる。1973年からはWRCのレースに組まれる。1994年以降現在に至るまで、フィンランドの石油会社ネステが冠スポンサーを務めている。2020年は新型コロナウイルスの影響により、開催中止となった。
2021年も感染症の影響はあったが10月に延期しての開催となった。また同年はラリー・スウェーデンが中止となり、その代替として国内選手権であるアークティック・ラリー・フィンランドもWRCのイベントとして開催された。
開催地はフィンランド中部の学園都市ユヴァスキュラの周辺。美しい湖と針葉樹の森に囲まれた林道を走るグラベルコースだが、平均速度は135km/h、最高速度は200km/h以上に達するWRC屈指の超高速イベントであり、しばしば「フィンランドグランプリ」と形容される。道幅は広く路面も岩盤質で固く平坦なためスムーズで、ヤンプスと呼ばれる多数のジャンピングスポットや、先の見通せないカーブやクレスト（起伏）が連続する。高速ジャンピングスポットでは20〜30m級の大ジャンプが見られるが、着地地点の先にコーナーがあることが多いため、進入角や空中姿勢のコントロールが要求され、精密なペースノートも必要とされる。
名物ステージとして知られる「オウニンポウヤ」は平均速度が高すぎるとして2分割されたりルートから外されてしまったが、2012年に33kmのロングステージとして復活した。2018年以降再びルートから外れたが、2024年に再復活した。スタートから6km地点にある「イエローハウス」ジャンピングスポットには飛距離測定用の標識が立てられ、2003年にはマルコ・マルティンが57mの最長記録を残している。イエローハウスジャンプのあとには40秒間のアクセル全開区間が続くが、2024年には一時的に60km/hまで減速させるバーチャル・シケインが導入された。
地の利がある北欧勢が強いラリーとして知られているが、グロンホルム引退後の2008年以降は若干その傾向が薄れ11年間で5勝にとどまっている。それでも北欧以外出身の優勝者は未だ7人と少ない。
長年マルク・アレンが最多勝記録である6勝及び連覇記録3連覇を保持していたが、1994年〜98年にかけてトミ・マキネンが連覇記録を5に更新し、2007年にはマーカス・グロンホルムが7勝目を飾って最多勝記録を更新した。

## 歴代優勝者（1973年以降）
| 年     | 優勝者                     | 優勝者                     | 車輌                                 |
| 年     | ドライバー                 | コ・ドライバー             | 車輌                                 |
| ------ | -------------------------- | -------------------------- | ------------------------------------ |
| 1973年 | ティモ・マキネン           | Henry Liddon               | フォード・エスコートRS1600           |
| 1974年 | ハンヌ・ミッコラ           | ジョン・ダベンポート       | フォード・エスコートRS1600           |
| 1975年 | ハンヌ・ミッコラ           | アッツォ・アホ             | トヨタ・カローラ                     |
| 1976年 | マルク・アレン             | イルッカ・キビマキ         | フィアット・131アバルト              |
| 1977年 | キュオスティ・ハマライネン | マルッティ・ティウッカネン | フォード・エスコートRS1800           |
| 1978年 | マルク・アレン             | イルッカ・キビマキ         | フィアット・131アバルト              |
| 1979年 | マルク・アレン             | イルッカ・キビマキ         | フィアット・131アバルト              |
| 1980年 | マルク・アレン             | イルッカ・キビマキ         | フィアット・131アバルト              |
| 1981年 | アリ・バタネン             | デビッド・リチャーズ       | フォード・エスコートRS1800           |
| 1982年 | ハンヌ・ミッコラ           | アーネ・ヘルツ             | アウディ・クワトロ                   |
| 1983年 | ハンヌ・ミッコラ           | アーネ・ヘルツ             | アウディ・クワトロA2                 |
| 1984年 | アリ・バタネン             | テリー・ハリーマン         | プジョー・205T16                     |
| 1985年 | ティモ・サロネン           | セッポ・ハルヤンネ         | プジョー・205T16 E2                  |
| 1986年 | ティモ・サロネン           | セッポ・ハルヤンネ         | プジョー・205T16 E2                  |
| 1987年 | マルク・アレン             | イルッカ・キビマキ         | ランチア・デルタHF 4WD               |
| 1988年 | マルク・アレン             | イルッカ・キビマキ         | ランチア・デルタHFインテグラーレ     |
| 1989年 | ミカエル・エリクソン       | クラエス・ビルスタム       | 三菱・ギャランVR-4                   |
| 1990年 | カルロス・サインツ         | ルイス・モヤ               | トヨタ・セリカGT-Four                |
| 1991年 | ユハ・カンクネン           | ユハ・ピロネン             | ランチア・デルタHFインテグラーレ 16V |
| 1992年 | ディディエ・オリオール     | ベルナール・オセッリ       | ランチア・デルタHFインテグラーレ     |
| 1993年 | ユハ・カンクネン           | デニス・ジロード           | トヨタ・セリカGT-Four                |
| 1994年 | トミ・マキネン             | セッポ・ハルヤンネ         | フォード・エスコートRSコスワース     |
| 1995年 | トミ・マキネン             | セッポ・ハルヤンネ         | 三菱・ランサーエボリューションIII    |
| 1996年 | トミ・マキネン             | セッポ・ハルヤンネ         | 三菱・ランサーエボリューションIII    |
| 1997年 | トミ・マキネン             | セッポ・ハルヤンネ         | 三菱・ランサーエボリューションIV     |
| 1998年 | トミ・マキネン             | リスト・マニセンマキ       | 三菱・ランサーエボリューションV      |
| 1999年 | ユハ・カンクネン           | ユハ・レポ                 | スバル・インプレッサWRC              |
| 2000年 | マーカス・グロンホルム     | ティモ・ラウティアイネン   | プジョー・206WRC                     |
| 2001年 | マーカス・グロンホルム     | ティモ・ラウティアイネン   | プジョー・206WRC                     |
| 2002年 | マーカス・グロンホルム     | ティモ・ラウティアイネン   | プジョー・206WRC                     |
| 2003年 | マルコ・マルティン         | マイケル・パーク           | フォード・フォーカスWRC              |
| 2004年 | マーカス・グロンホルム     | ティモ・ラウティアイネン   | プジョー・307WRC                     |
| 2005年 | マーカス・グロンホルム     | ティモ・ラウティアイネン   | プジョー・307WRC                     |
| 2006年 | マーカス・グロンホルム     | ティモ・ラウティアイネン   | フォード・フォーカスWRC              |
| 2007年 | マーカス・グロンホルム     | ティモ・ラウティアイネン   | フォード・フォーカスWRC              |
| 2008年 | セバスチャン・ローブ       | ダニエル・エレナ           | シトロエン・C4WRC                    |
| 2009年 | ミッコ・ヒルボネン         | ヤルモ・レヘティネン       | フォード・フォーカスWRC              |
| 2010年 | ヤリ＝マティ・ラトバラ     | ミーッカ・アンッティラ     | フォード・フォーカスWRC              |
| 2011年 | セバスチャン・ローブ       | ダニエル・エレナ           | シトロエン・DS3 WRC                  |
| 2012年 | セバスチャン・ローブ       | ダニエル・エレナ           | シトロエン・DS3 WRC                  |
| 2013年 | セバスチャン・オジェ       | ジュリアン・イングラシア   | フォルクスワーゲン・ポロ R WRC       |
| 2014年 | ヤリ＝マティ・ラトバラ     | ミーッカ・アンッティラ     | フォルクスワーゲン・ポロ R WRC       |
| 2015年 | ヤリ＝マティ・ラトバラ     | ミーッカ・アンッティラ     | フォルクスワーゲン・ポロ R WRC       |
| 2016年 | クリス・ミーク             | ポール・ネーグル           | シトロエン・DS3 WRC                  |
| 2017年 | エサペッカ・ラッピ         | ヤンネ・フェルム           | トヨタ・ヤリスWRC                    |
| 2018年 | オィット・タナック         | マルティン・ヤルヴェオヤ   | トヨタ・ヤリスWRC                    |
| 2019年 | オィット・タナック         | マルティン・ヤルヴェオヤ   | トヨタ・ヤリスWRC                    |
| 2020年 | 中止                       | 中止                       | 中止                                 |
| 2021年 | エルフィン・エバンス       | スコット・マーティン       | トヨタ・ヤリスWRC                    |
| 2022年 | オィット・タナック         | マルティン・ヤルヴェオヤ   | ヒョンデ・i20 N ラリー1              |
| 2023年 | エルフィン・エバンス       | スコット・マーティン       | トヨタ・GRヤリス ラリー1             |
| 2024年 | セバスチャン・オジェ       | ヴァンサン・ランデ         | トヨタ・GRヤリス ラリー1             |
| 2025年 | カッレ・ロバンペラ         | ヨンネ・ハルットゥネン     | トヨタ・GRヤリス ラリー1             |